# Football Club Crotone 2001-2002
Questa pagina raccoglie i dati riguardanti il Football Club Crotone per la stagione sportiva 2001-2002.

## Stagione
Nella stagione 2001-2002 il Crotone disputa il campionato di Serie B, raccoglie 25 punti con l'ultimo posto della classifica, retrocedendo in Serie C1. Dopo due stagioni giocate nel campionato cadetto il Crotone ritorna nel terzo livello del calcio nazionale, in Serie C1. In cinque allenatori si sono alternati alla guida dei rossoblù, nel tentativo di rimettersi nella lotta con le altre concorrenti, per ottenere la salvezza. Ma disputa un campionato da cenerentola, sempre relegato nei bassifondi della classifica, raccogliendo 11 punti nel girone di andata e 14 nel ritorno, e retrocedendo con molto anticipo sul termine del campionato, con la peggior difesa, 70 le reti subite e con sole 5 vittorie all'attivo. Con 10 reti Andrea Deflorio è stato il miglior marcatore stagionale dei pitagorici. Ad agosto nella Coppa Italia il Crotone disputa il girone 6 di qualificazione, che ha promosso il Messina, rimediando un pareggio interno con il Vicenza e due sconfitte.

## Rosa
| N. |                      | Ruolo | Calciatore                 |
| -- | -------------------- | ----- | -------------------------- |
| 1  | Italia (bandiera)    | P     | Alessandro Cesaretti       |
| 2  | Argentina (bandiera) | A     | Raúl Alberto González      |
| 3  | Italia (bandiera)    | D     | Salvatore Aronica          |
| 4  | Croazia (bandiera)   | C     | Ivan Jurić                 |
| 5  | Italia (bandiera)    | C     | Alfredo Cardinale          |
| 6  | Italia (bandiera)    | C     | Domenico Giampà (capitano) |
| 7  | Italia (bandiera)    | A     | Cosimo Sarli               |
| 8  | Italia (bandiera)    | C     | Carmine Leone              |
| 9  | Italia (bandiera)    | A     | Edoardo Artistico          |
| 10 | Italia (bandiera)    | C     | Pier Paolo Lo Gatto        |
| 11 | Italia (bandiera)    | A     | Andrea Deflorio            |
| 12 | Italia (bandiera)    | P     | Giovanni Fresta            |
| 13 | Italia (bandiera)    | D     | Luigi Panarelli            |
| 14 | Italia (bandiera)    | C     | Giuseppe Russo             |
| 16 | Italia (bandiera)    | D     | Lorenzo Schiavon           |
| 18 | Italia (bandiera)    | C     | Mirko Pagliarini           |
| 19 | Italia (bandiera)    | D     | Nicola Oppido              |
| 20 | Italia (bandiera)    | C     | Adriano Fiore              |
| 21 | Italia (bandiera)    | A     | Giuseppe Sculli            |
| 23 | Italia (bandiera)    | C     | Luca Amoruso               |

| N. |                      | Ruolo | Calciatore               |
| -- | -------------------- | ----- | ------------------------ |
| 24 | Italia (bandiera)    | P     | Vincenzo Grillo          |
| 25 | Italia (bandiera)    | C     | Matteo Superbi           |
| 25 | Camerun (bandiera)   | D     | Hilarie Ndjantou Tankoua |
| 27 | Italia (bandiera)    | C     | Michele De Simone        |
| 30 | Italia (bandiera)    | A     | Luigi Iervasi            |
| 32 | Cile (bandiera)      | C     | Nicolás Córdova          |
| 33 | Argentina (bandiera) | A     | Aldo Osorio              |
| 36 | Italia (bandiera)    | D     | Roberto Corradi          |
| 44 | Italia (bandiera)    | D     | Marco Pecorari           |
| 50 | Italia (bandiera)    | D     | Antonio De Miglio        |
| 55 | Italia (bandiera)    | D     | Giuseppe Geraldi         |
| 62 | Italia (bandiera)    | C     | Enrico Percopo           |
| 66 | Italia (bandiera)    | D     | Francesco Zanoncelli     |
| 74 | Italia (bandiera)    | P     | David Dei                |
| 75 | Italia (bandiera)    | D     | Nicola Diliso            |
| 77 | Italia (bandiera)    | D     | Sandro Porchia           |
| 78 | Italia (bandiera)    | C     | Jimmy Fialdini           |
| 80 | Italia (bandiera)    | C     | Francesco Spezzano       |
| 83 | Italia (bandiera)    | C     | Francesco Forcieri       |
| 97 | Italia (bandiera)    | P     | Antonino Piazza          |

## Risultati

### Campionato

#### Girone di andata
| Arbitro: | Rizzoli (Bologna) |

|              |           |             |
| Oliveira 83’ | Marcatori | 90+2’ Sarli |

| Arbitro: | Cassarà (Palermo) |

|             |           |                 |
| Porchia 73’ | Marcatori | 52’, 54’ Pasino |

| Salerno 9 settembre 2001 3ª giornata | Salernitana    | 0 – 0 | Crotone | Stadio Arechi\| Arbitro: \| Palanca (Roma) \| |
| Arbitro:                             | Palanca (Roma) |       |         |                                               |

| Arbitro: | Trentalange (Torino) |

|                                             |           |                              |
| Artistico 14’, 66’ Deflorio 38’ Porchia 50’ | Marcatori | 19’ Abeijon 70’ (rig.) Melis |

| Arbitro: | Cannella (Palermo) |

|              |           |  |
| M. Vieri 21’ | Marcatori |  |

| Arbitro: | Nucini (Bergamo) |

|  |           |                        |
|  | Marcatori | 4’ Fialdini 63’ Sculli |

| Arbitro: | Cruciani (Pesaro) |

|              |           |                             |
| Deflorio 33’ | Marcatori | 43’ Martusciello 55’ Sturba |

| Arbitro: | Palanca (Roma) |

|                           |           |  |
| Montalbano 7’ Guidoni 54’ | Marcatori |  |

| Arbitro: | Gabriele (Frosinone) |

|                                            |           |                                                       |
| Juric 38’ Artistico 53’ Belotti 79’ (aut.) | Marcatori | 25’ Zanchetta 67’ Marcolini 70’ Margiotta 84’ Schwoch |

| Arbitro: | Gabriele (Frosinone) |

|            |           |  |
| Rocchi 62’ | Marcatori |  |

| Arbitro: | Braschi (Prato) |

|             |           |                          |
| Geraldi 71’ | Marcatori | 90’ Bogdani 90+3’ Casale |

| Benevento 9 novembre 2001 12ª giornata | Napoli              | 0 – 0 | Crotone | Stadio Santa Colomba\| Arbitro: \| Borriello (Mantova) \| |
| Arbitro:                               | Borriello (Mantova) |       |         |                                                           |

| Arbitro: | Rizzoli (Bologna) |

|                     |           |                   |
| Grandoni 44’ (aut.) | Marcatori | 88’ (rig.) Flachi |

| Arbitro: | Morganti (Ascoli Piceno) |

|  |           |                   |
|  | Marcatori | 84’, 90+2’ Mendil |

| Arbitro: | Pellegrino (Barcellona Pozzo di Gotto) |

|              |           |             |
| E. Brevi 83’ | Marcatori | 78’ Geraldi |

| Arbitro: | Preschern (Mestre) |

|                      |           |                          |
| Artistico 86’ (rig.) | Marcatori | 69’ Passoni 90’ Zampagna |

| Arbitro: | Cannella (Palermo) |

|                                     |           |             |
| Bucchi 43’ Adeshina 54’ Miccoli 59’ | Marcatori | 50’ Porchia |

| Arbitro: | Preschern (Mestre) |

|               |           |                          |
| Artistico 54’ | Marcatori | 31’ Baiano 90+3’ Perrone |

| Arbitro: | Castellani (Verona) |

|                                                  |           |  |
| Sullo 24’, 45+1’ Godeas 73’ (rig.) Sportillo 84’ | Marcatori |  |

#### Girone di ritorno
| Arbitro: | Morganti (Ascoli Piceno) |

|            |           |              |
| Sculli 36’ | Marcatori | 70’ Colacone |

| Arbitro: | Tombolini (Ancona) |

|                        |           |  |
| Kamara 23’ Domizzi 62’ | Marcatori |  |

| Arbitro: | Morganti (Ascoli Piceno) |

|                         |           |                                   |
| Sculli 4’, 17’ Leone 9’ | Marcatori | 81’, 90+2’ Bellotto 86’ Vignaroli |

| Arbitro: | De Santis (Tivoli) |

|                           |           |              |
| Suazo 15’ M. Esposito 47’ | Marcatori | 66’ Pecorari |

| Arbitro: | Racalbuto (Gallarate) |

|                          |           |  |
| Deflorio 79’ Juric 90+1’ | Marcatori |  |

| Arbitro: | Cruciani (Pesaro) |

|                   |           |                           |
| Deflorio 71’, 76’ | Marcatori | 50’ Pizzinat 54’ Palmieri |

| Arbitro: | Palmieri (Cosenza) |

|                                          |           |                        |
| Sturba 12’ Ferrarese 20’ Ghirardello 46’ | Marcatori | 40’ Juric 69’ Deflorio |

| Arbitro: | Palanca (Roma) |

|            |           |                    |
| Diliso 20’ | Marcatori | 37’ (aut.) Porchia |

| Arbitro: | Pieri (Genova) |

|                                              |           |  |
| Margiotta 24’ Marcolini 46’ Schwoch 49’, 58’ | Marcatori |  |

| Arbitro: | Cesari (Genova) |

|             |           |               |
| Cordova 54’ | Marcatori | 48’ Di Natale |

| Arbitro: | Cassarà (Palermo) |

|                                  |           |  |
| Mozart 24’ Zanoncelli 33’ (aut.) | Marcatori |  |

| Arbitro: | Trefoloni (Siena) |

|              |           |                         |
| Deflorio 24’ | Marcatori | 24’ Luppi 48’ Graffiedi |

| Arbitro: | Palmieri (Cosenza) |

|  |           |                         |
|  | Marcatori | 23’ Pecorari 72’ Giampà |

| Arbitro: | Rizzoli (Bologna) |

|            |           |  |
| Zaniolo 6’ | Marcatori |  |

| Arbitro: | Palmieri (Cosenza) |

|                                                 |           |                                      |
| Sarli 14’ Deflorio 35’ Juric 42’ Gonzalez 90+2’ | Marcatori | 17’ Manetti 58’ Mensah 90+4’ Stroppa |

| Arbitro: | Palanca (Roma) |

|                               |           |             |
| Pinga 18’ Zampagna 58’ (rig.) | Marcatori | 33’ Geraldi |

| Arbitro: | Ayroldi (Molfetta) |

|                          |           |                                          |
| Porchia 23’ Deflorio 78’ | Marcatori | 8’ (rig.) Bucchi 43’ Lucchini 86’ Calaiò |

| Arbitro: | Cannella (Palermo) |

|                                              |           |                    |
| Vigiani 17’ Baiano 28’ Desole 35’ Bisoli 39’ | Marcatori | 31’ Jimmy Fialdini |

| Arbitro: | Rodomonti (Teramo) |

|            |           |                |
| Sculli 18’ | Marcatori | 5’, 27’ Grabbi |

### Coppa Italia

#### Girone 6
| Arbitro: | Trefoloni (Siena) |

|               |           |                       |
| Panarelli 73’ | Marcatori | 43’ (aut.) Zanoncelli |

| Arbitro: | P. Rossi (Ciampino) |

|            |           |  |
| Godeas 57’ | Marcatori |  |

| Arbitro: | Dattilo (Locri) |

|               |           |                          |
| Panarelli 75’ | Marcatori | 10’ Tisci 21’ Tacconelli |